# مابو يانغا مبيوا

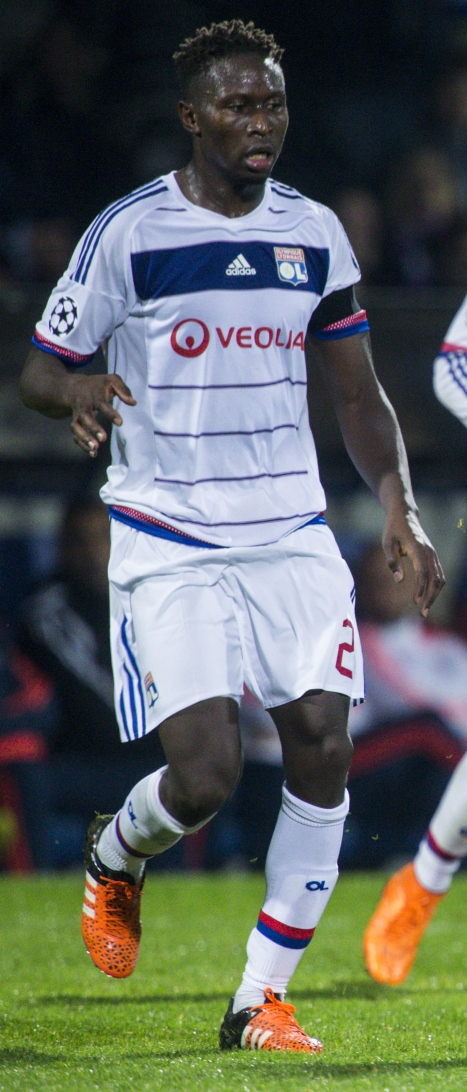

مابو يانغا مبيوا (بالفرنسية: Mapou Yanga-Mbiwa)‏ (مواليد 15 مايو 1989 في بانغي - جمهورية أفريقيا الوسطى) لاعب كرة قدم فرنسي يلعب حاليا لصالح نادي نيوكاسل الإنجليزي بعدما انتقل اليه عام 2013 من فريق مونبلييه الفرنسي ويلعب في مركز ظهير أيمن كما يجيد اللعب في مركز الظهير الأيسر .

## روابط خارجية
- مابو يانغا مبيوا على موقع الاتحاد الأوربي (الإنجليزية)
- مابو يانغا مبيوا على موقع رابطة كرة القدم الفرنسية للمحترفين (الإنجليزية)
- مابو يانغا مبيوا على موقع إي إس بي إن إف سي (الإنجليزية)
- مابو يانغا مبيوا على موقع قاعدة بيانات كرة القدم.إي يو (الإنجليزية)
- مابو يانغا مبيوا على موقع بيانات كرة القدم. دي إي (الألمانية)
- مابو يانغا مبيوا على موقع ليكيب (الفرنسية)
- مابو يانغا مبيوا على موقع ناشيونال فوتبول تيمز (الإنجليزية)
- مابو يانغا مبيوا على موقع Soccerbase.com (لاعب) (الإنجليزية)
- مابو يانغا مبيوا على موقع Soccerway.com (الإنجليزية)
- مابو يانغا مبيوا على موقع عالم كرة القدم.نت (الإنجليزية)